# Freie Syrische Armee
Die Freie Syrische Armee (arabisch الجيش السوري الحر, DMG al-Ǧaiš as-Sūrī al-Ḥurr, französisch Armée syrienne libre, Kürzel FSA) ist der bewaffnete Arm der Gruppe „Nationalkoalition syrischer Revolutions- und Oppositionskräfte“, die seit 2011 aufgrund des Syrischen Bürgerkriegs existiert. Ursprünglich wurde sie besonders von einem Teil der sunnitischen Bevölkerungsmehrheit Syriens getragen, verlor aber im Verlaufe des Konfliktes zunehmend an Bedeutung.
Die Freischärler gaben ursprünglich als Ziel den Schutz von Zivilisten und den Sturz des Baath-Regimes unter Baschar al-Assad an. Zur Erreichung ihrer Ziele greifen sie auch die staatlichen Sicherheitskräfte der Regierung an. Ein Vorläufer der Armee war die Bewegung Freier Offiziere (حركة الضباط الأحرار, DMG Ḥarakat aḍ-Ḍubbāṭ al-Aḥrār). Das Motto der FSA ist جيش حر، سوريا حرة / Ǧaiš ḥurr, Sūriyā ḥurra / ‚Freie Armee, Freies Syrien‘, ihre Kennfarben sind Grün, Rot, Weiß und Schwarz.

## Gründung und Ziele
Die Formation der bewaffneten Oppositionsgruppe wurde am 29. Juli 2011 in einem Webvideo angekündigt, herausgegeben durch eine Gruppe, die sich selbst als Deserteure des syrischen Militärs bezeichnete. Darin werden auch Mitglieder der syrischen Armee aufgerufen, zu desertieren und der FSA beizutreten. Der Anführer der Männer Riad al-Asaad, welcher sich selbst als Oberst bezeichnet, kündigte an, dass die FSA mit den Demonstranten der Proteste in Syrien 2011 zusammenarbeite, um das System zu stürzen und erklärte, dass alle Sicherheitskräfte, die Zivilisten attackieren, gerechtfertigte Ziele der FSA sind.
Riad al-Asaad betonte, dass die Freie Syrische Armee keine anderen politischen Ziele habe als den Sturz des Präsidenten Baschar al-Assads. Die Freie Syrische Armee behauptet, dass der Konflikt in Syrien kein religiöser sei und dass sie in ihren Reihen auch Alawiten hätten, die gegen die Regierung opponieren. Es werde keine Vergeltungsmaßnahmen geben, wenn das Ziel erreicht sei.

## Zusammensetzung

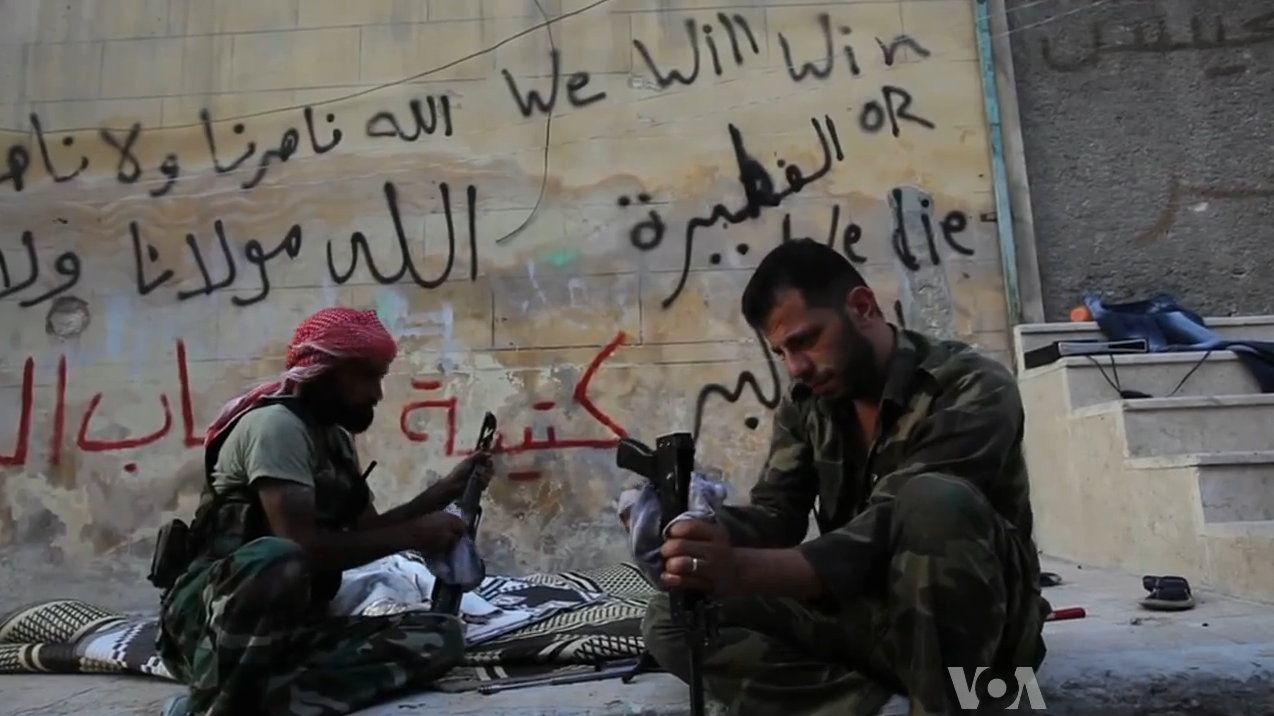
Kämpfer beim Säubern ihrer Waffen (2012)

Die Freie Syrische Armee bestand zunächst angeblich aus übergelaufenem Personal der Streitkräfte Syriens um den desertierten Oberst Hussein Harmoush. Hinzu kam eine Vielzahl an Zivilisten, die gegen die syrische Regierung kämpften, um ihre jeweiligen Heimatorte zu verteidigen. Als dritte Gruppe gab es auch ausländische Kämpfer, insbesondere aus dem Libanon und Libyen, aber auch aus anderen arabischen Ländern, die sich der FSA aus unterschiedlichen Motiven anschlossen. Teile der FSA waren über den „Obersten Militärrat“ von Selim Idriss auch mit dem Syrischen Nationalrat verbunden.
Am 23. September 2011 vereinigte sich die Freie Syrische Armee mit der Bewegung Freier Offiziere und wurde zur größten Oppositionsarmee. Die genaue Zahl der Soldaten, die zur Freien Syrischen Armee überliefen, ist unbekannt. Westliche Geheimdienstquellen schätzten die Zahl der Kämpfer im Oktober 2011 auf mehr als 10.000 Überläufer. Nach Angaben ihres Anführers Riad Asaad im November 2011 gewann die Freie Syrische Armee jedes Mal, wenn sie einen Angriff durchführte, „100 bis 300 weitere Mitglieder“. Im Dezember 2011 soll es nach Angaben der Aktivisten etwa 15.000 bis 25.000 Überläufer von den syrischen Streitkräften gegeben haben, im März 2012 gab die Freie Syrische Armee an, 50.000 bis 60.000 Soldaten zu kommandieren.
90 % der FSA-Kämpfer waren sunnitische Muslime, kleine Minderheiten in der Armee waren Alawiten und einige Drusen. Mehr als 15 % der FSA-Einheiten sind Kurden. Des Weiteren gab es palästinensische Rebellenkommandeure in dem Flüchtlingslager Jarmuk im Süden von Damaskus. All diese Angaben ließen sich allerdings zu keinem Zeitpunkt von unabhängiger Seite überprüfen.

### Aufstieg
Beim großangelegten strategischen Vorgehen schien es zwischenzeitlich, als ob zunächst die alawitische Küstenregion vom Landesinneren abgetrennt werden könnte. Die Linie, an der dies geschehen sollte, verlief entlang der Städte Kusseir, Homs, Hama und Idlib. Dieses „Großlibanon“ sollte dann, vergleichbar der Rolle Bengasis 2011 in Libyen, als Aufmarschgebiet für weitere Kämpfe dienen. Während die FSA in diesen Regionen, insbesondere in Homs, lange sehr stark war, verschob sich im Laufe des Jahres 2012 das Aktionsgebiet der FSA immer stärker Richtung Norden in die Provinzen Idlib und Aleppo, während sie in Homs und Umgebung zeitweise zurückgedrängt wurde. Die FSA kontrollierte dort mehrere Grenzposten in die Türkei und konnte sich somit von dort logistisch versorgen. Dieses Gebiet war bis auf einige Militärstützpunkte fast vollständig der Kontrolle der syrischen Regierung entglitten. Die Gegend um Damaskus war trotz massiver Präsenz der Sicherheitskräfte ebenfalls Operationsgebiet der FSA, wie auch schon die Gefechte um die Stadt Zabadani im Winter 2011/2012 zeigten. Der gesamte Landesteil östlich der Provinzhauptstadt Raqqa war bis auf wenige Militärstützpunkte etwa nahe Deir ez-Zor nicht mehr unter Kontrolle der syrischen Regierung. Während die FSA die Städte entlang des Euphrat sowie angrenzende Wüstengebiete beherrschte, hatten im Nordwesten bewaffnete kurdische Milizen die Macht übernommen.

### Entwicklungen ab 2013
Im Juli tötete die bis dahin als „al-Qaida im Irak“ bekannte Organisation unter dem Namen Islamischer Staat im Irak und im Scham (das heißt „Großsyrien“, kurz ISIS) den FSA-Kommandeur Kamal Hamami an einer Straßensperre vor Latakia. Darin zeigte sich ein offener Bruch mit der anderen gegen das Baath-Regime kämpfenden Organisation.
Die Freie Syrische Armee soll im Dezember 2013 zunächst noch etwa 40.000–50.000 bewaffnete Kämpfer umfasst haben. Nach Einschätzung des Generalinspekteurs der Bundeswehr Volker Wieker befand sich die Freie Syrische Armee im Frühherbst 2013 als Kampfverband in voller Auflösung und hatte ihre Führungsrolle im Kampf gegen die Regierung an dschihadistische Rebellen wie die al-Nusra-Front eingebüßt. Jedoch gelangte sie wieder während des Kampfes um Kobanê als Verbündeter der kurdischen Volksverteidigungseinheiten gegen die Terrororganisation Islamischer Staat ins Gespräch.
Unter Führung von Generalstabschef Selim Idriss musste die Freie Syrische Armee schwere Rückschläge hinnehmen. So konnten die Regierungstruppen in den Regionen Homs und Damaskus Boden gutmachen. Idriss wurde daher im Februar 2014 von seinen Aufgaben entbunden und durch den kampferfahrenen Kommandanten Abdelilah Baschir ersetzt. Dieser war bis dahin für die Kämpfe in dem Gebiet verantwortlich gewesen, das an die von Israel besetzten Golanhöhen grenzt. Am 17. Februar 2014 wurde Idriss wegen ausbleibender militärischer Erfolge vom Militärrat abgelöst. Unbestätigten Berichten zufolge soll er bereits im Dezember 2013 nach einem Angriff islamistischer Rebellen auf das FSA-Hauptquartier am Grenzübergang Bab al-Hawa aus Syrien geflohen sein. Zusammenfassend hat die FSA im Jahr 2013 ein Großteil ihres im Osten kontrollierten Gebietes an den IS verloren (siehe Karte). Anfang Mai 2014 wurde Homs endgültig von Regierungstruppen eingenommen.
Nach herben Rückschlägen im Jahr 2013 und im Jahr 2014, gelangte die FSA Anfang 2015 durch ihre Unterstützung der Kurdischen Volksverteidigungseinheiten bei der Schlacht um Kobanê an der syrisch-türkischen Grenze ins Gespräch. Seitdem kann die FSA wieder Geländegewinne im Süden des Landes verzeichnen. So eroberten sie am 25. März 2015 die Stadt Bosra, die zum Weltkulturerbe der UNESCO gehört. Des Weiteren arbeitet die FSA seit 2015 effektiver mit anderen Rebellen zusammen, so nahm sie an der Eroberung der strategisch wichtigen Stadt Dschisr asch-Schughur teil, die von einer Allianz von islamistischen Rebellen mit dem Namen Dschaisch al-Fatah, geführt wurde.

### Niedergang
2016 sprachen Beobachter von der Freien Syrischen Armee nur noch als einem „Markennamen“, unter dem verschiedenste Gruppierungen auftraten, um ab Ende August unter türkischer Schirmherrschaft gegen die YPG, die von der Internationalen Koalition mit Luftschlägen unterstützt wird, und gegen den IS im Norden Syriens zu kämpfen.
Am 7. April 2016 hatten Rebellengruppen unter dem Banner der Freien Syrischen Armee die Stadt ar-Raʿi und den Grenzübergang erobert, der als wichtiger Stützpunkt des IS im Norden des Gouvernement Aleppo galt. Einige FSA-Rebellen waren nach Einschätzung von Beobachtern mit türkischen Waffen ausgerüstet und wurden durch türkische Artillerie unterstützt.
Im August fasste die Türkei mehrere Rebellengruppen zusammen, die zuvor in den Provinzen Idlib und Aleppo gekämpft hatten. In der türkischen Militäroffensive in Nordsyrien Ende August 2016 überquerten sie, von der Türkei kommend und in Begleitung türkischer Panzer, die Grenze und besetzten Dscharabulus, das der IS zuvor aufgegeben hatte. Kurze Zeit später verstrickten sie sich jedoch südlich des Ortes in Kämpfe mit SDF-Einheiten. Zu den Rebellengruppen gehörten Kämpfer der Levante-Front, Sultan-Murad-Brigade, der Ahrar al-Scham und der Scham-Legion die während dieser Offensive unter der Eigenbezeichnung „Freie Syrische Armee“ auftraten.
Nachdem islamistische Kämpfer unter den Regierungsgegnern, vereint als Hai’at Tahrir asch-Scham, nach der verlorenen Schlacht um Aleppo, Anfang 2017 begannen, in der den Aufständischen verbliebenen Provinz Idlib andere Oppositionsgruppen systematisch auszuschalten, teilten Kommandeure von Rebellengruppen, die bislang unter dem Banner der „FSA“ in der Region gekämpft hatten, im Februar mit, dass ihnen Vertreter der USA, Saudi-Arabiens und der Türkei gesagt hätten, dass sie vorerst nicht weiter unterstützt würden. Die Geberländer hatten sich offenbar dazu entschieden, um zu verhindern, dass gelieferte Waffen und Munition, wie zuvor geschehen, in die Hände der Terrorgruppen fallen würden. Mit dem Verlust von Idlib hielten moderate Kräfte damit Ende Februar 2017 nur noch begrenzte Gebiete im Süden Syriens und kleine Enklaven bei Aleppo und Damaskus. Bedeutende Erfolge erreichten lediglich die Gruppen, die als „Freie Syrische Armee“ unter türkischem Kommando bei der Operation Schutzschild Euphrat gegen die Terrorgruppe IS kämpften.

### 2018
Im Januar 2018 begann die türkische Militäroffensive auf Afrin, bei der die türkische Armee in die syrisch-kurdische Region um Afrin einrückte, um dort kurdische YPG-Milizen zu bekämpfen. Sie wurde dabei von offiziell rund 25.000 FSA-Kämpfern begleitet, nach Einschätzung von Beobachtern sind es nur etwa 5.000 bis 7.000. Turkmenen sollen dabei die Masse der Kämpfer in den von der Türkei aufgestellten FSA-Verbänden stellen. Teile der FSA-Truppen wurden beim Einmarsch in Syrien auf Videos mit neuen Kopfbedeckungen gezeigt, die an Helme erinnern, wie sie Soldaten des Osmanischen Reiches um die Zeit des Ersten Weltkrieges trugen.
Andere Teile der türkischen FSA bei der Operation Afrin sind nach einem Bericht der Zeitung The Independent Kämpfer, die zuvor Teil der Terrororganisation Islamischer Staat waren. Sie seien von den türkischen Behörden für die Operation angeworben worden, man hätte sie aber angewiesen, ihre Taktik der Selbstmordangriffe nicht zu verwenden, offenbar um die Tatsache ihrer Teilnahme an den Kämpfen vor der internationalen Gemeinschaft zu verschleiern.
Im März 2018 berichtete The Region, dass Frauen und Kinder eines getöteten FSA-Anhängers in der Türkei die türkische Staatsbürgerschaft sowie ein Apartment und 30.000 Lira erhalten. Ein kriegsinvalider FSA-Kämpfer erhalte die türkische Staatsbürgerschaft und 15.000 Lira.
Nach der Besetzung Afrins im März 2018 pries ein Journalist des Guardian die türkische FSA für den schnellen Sieg gegen eine Truppe, die von den USA ausgerüstet worden sei, und nannte die türkische FSA eine aufstrebende Rebellenarmee in Syriens Norden. Die Analyseplattform Stratfor rechnete den türkischen Sieg der zahlenmäßigen Überlegenheit der türkeitreuen Truppen und der technischen Überlegenheit der türkischen Armee mit ihrer Artillerie, Luftwaffe und Spezialeinheiten gegen die YPG zu, die selbst fast nur aus leichter Infanterie bestand. Auch sei der Angriff der Türkei und ihrer Verbündeten aus verschiedenen Richtungen vorteilhaft gewesen. Die türkische FSA selbst habe sich in Taktik und Führung verbessert, jedoch ließen Kampfkraft und Disziplin noch zu wünschen übrig. Ähnlich argumentierte David Ignatius, entsetzt von den Bildern nach der Besetzung von Afrin, schrieb er, man könne nicht erkennen, ob tatsächlich der NATO-Partner Türkei oder vielleicht doch die Terrorgruppe Islamischer Staat Afrin besetzt hätte. Ignatius folgerte, dass die Türken keine disziplinierten Soldaten hätten, die nach einer möglichen Besetzung von Manbidsch die Ordnung aufrechterhalten könnten.

### 2019

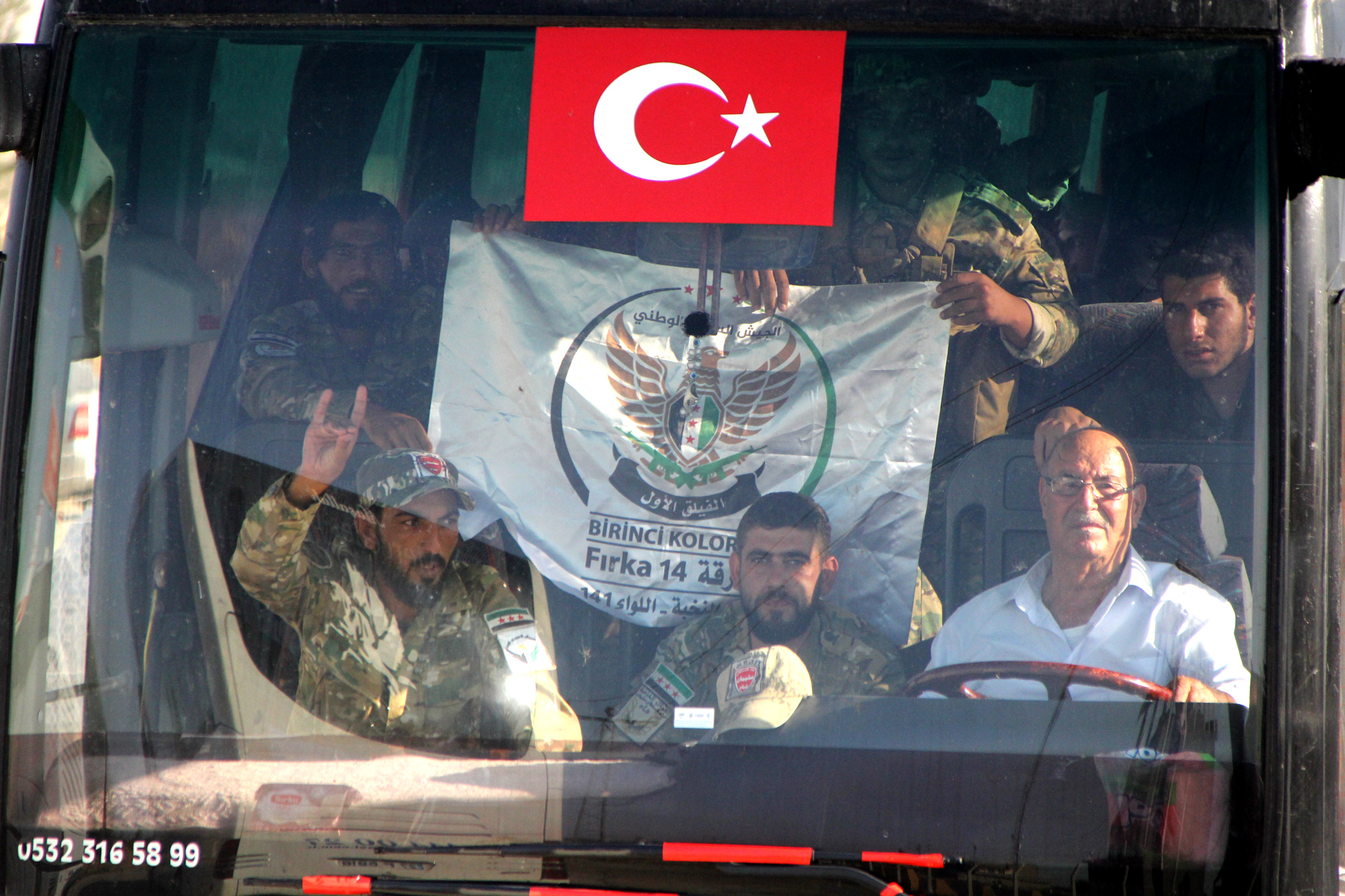
Unter türkischem Oberbefehl nach Nordsyrien entsandte sunnitische Milizen präsentieren im Oktober 2019 die FSA Flagge.

Im Oktober 2019 setzten die Türken erneut auf die syrischen Islamistengruppen und schickten sie während der türkischen Militäroffensive in Nordsyrien vor ihren eigenen Truppen gegen die Kurden. Im Zuge der Absetzbewegungen der Amerikaner aus Nordsyrien gerieten deren Truppen gelegentlich in die Nähe der FSA. Dabei beklagten US-Offizielle deren schlechte Disziplin, da sie die US-Truppen mehrfach unter Beschuss genommen hatten – sei es aus Versehen oder absichtlich.

### 2024
Im Dezember 2024 drangen etwa 1000 bis 1500 von den US-amerikanischen Spezialkräften in At-Tanf ausgebildete Kämpfer der FSA, im Rahmen der Rebellenoffensive, von At-Tanf (im Gouvernement Rif Dimaschq) kommend in Richtung Damaskus vor.

## Internationale Unterstützung
Der libysche Nationale Übergangsrat kündigte bereits im November 2011 an, dass er in Gesprächen mit dem Syrischen Nationalrat stehe und es in Erwägung ziehe, Waffen und freiwillige Kämpfer der Nationalen Befreiungsarmee zur Freien Syrischen Armee zu schicken. Nach Angaben von Vertretern des Übergangsrates bieten die Libyer Geld, Waffen und Ausbildungskräfte für jene an, die loyal zum Syrischen Nationalrat stehen. Nach libyschen Angaben wurden am 29. November mindestens 600 Kämpfer der Libyschen Nationalen Befreiungsarmee von Libyen nach Syrien gesandt, um die Freie Syrische Armee zu unterstützen. Sie drangen von der Türkei aus nach Syrien ein.
Seit spätestens Mai 2012 sollen Kämpfer der Freien Syrischen Armee und andere Einheiten der syrischen Opposition vom türkischen Geheimdienst in der Türkei und ab Sommer 2013 vom US-Geheimdienst CIA in Jordanien trainiert worden sein. Der amerikanische Dokumentarfilmer Matthew VanDyke, der zuvor im libyschen Bürgerkrieg gekämpft hatte, veröffentlichte 2013 den Film Not Anymore: A Story of Revolution, der für internationale Unterstützung für die FSA werben soll.
Die deutsche Bundesregierung unterstützte die FSA und weitere Gruppierungen mit 2,8 Millionen Euro (2014) und 1,4 Millionen Euro (2015).

## Kritik

### Menschenrechtsverletzungen

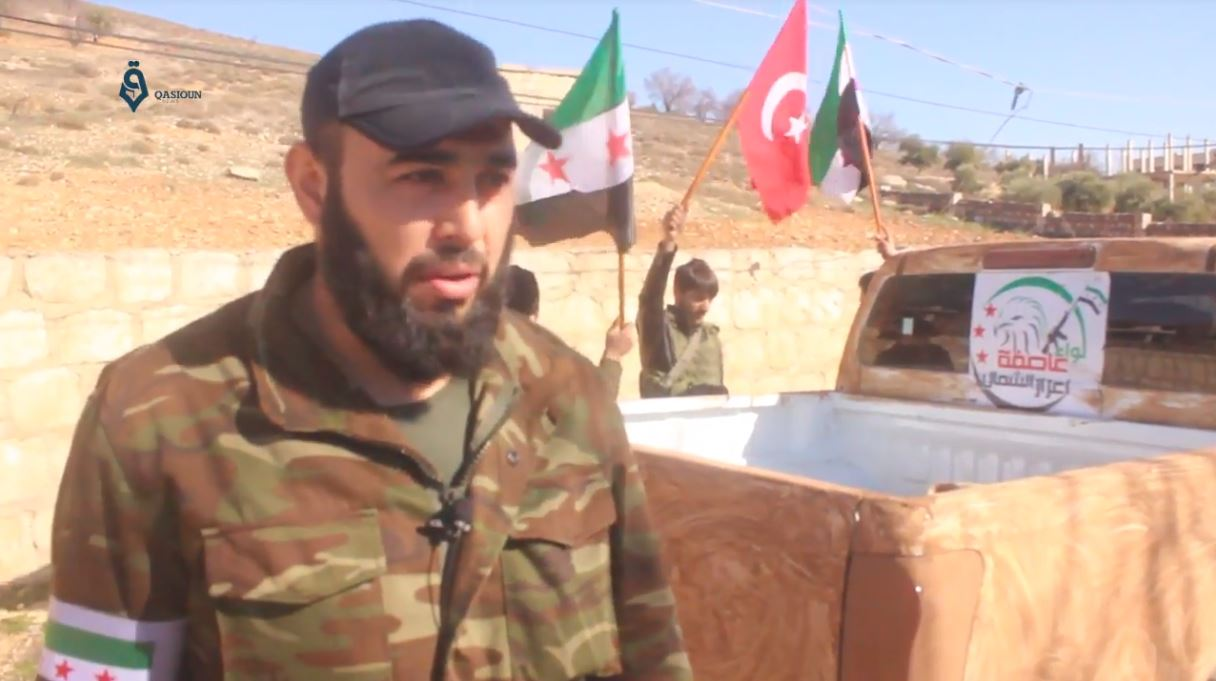
Von der Türkei in Syrien eingesetzter Kämpfer unter FSA-Flagge (2018)

Im August 2012 verabschiedete die FSA einen Verhaltenskodex, der ihre Mitglieder dazu verpflichtet, im Kampf gegen die syrische Regierung die Menschenrechte und internationales Recht zu achten und sich an die Genfer Konvention zu halten. Dennoch werden einzelnen FSA-Einheiten Übergriffe auf Christen vorgeworfen. Gemäß dem Fidesdienst der römisch-katholischen Kirche beklagt die syrisch-orthodoxe Kirche „ethnische Säuberungen gegen Christen“ in Homs durch die Faruq-Brigade.
Die Menschenrechtsorganisation Human Rights Watch wirft der FSA, wie auch der regulären syrischen Armee und regierungstreuen Milizen Menschenrechtsverletzungen vor. HRW kritisiert, dass die FSA Minderjährige als Kindersoldaten aufnimmt.
Mitglieder der FSA verübten Kriegsverbrechen. So wurde Abu Dhib in Deutschland zu lebenslanger Haft verurteilt. „Der Verurteilte war unter dem Dach der Freien Syrischen Armee in Aleppo tätig. Dort übte er unter dem Kampfnamen Abu Dhib (‚Vater des Wolfes‘) eine grausame Schreckensherrschaft aus. Gefangene wurden schwer misshandelt und gefoltert, teils eigenhändig, teils in seiner Verantwortung“.

### Korruptionsvorwürfe
FSA-Angehörige sollen nach Berichten der türkischen Tageszeitung Yurt Gazetesi in Organhandel verwickelt sein. Einheiten der FSA wurden von der syrischen Zivilbevölkerung wiederholt der Korruption beschuldigt. In Aleppo wurden FSA-Einheiten beschuldigt, illegal Mehl verkauft zu haben und damit für den Mangel an Brot verantwortlich gewesen zu sein. Daraufhin übernahm die al-Nusra-Front die Kontrolle über Bäckereien und die Brotverteilung in Aleppo.